# Matsumoto Jun (sinh 1983)
Matsumoto Jun (松本潤 (Thông Bản Nhuận) Matsumoto Jun) là một thần tượng, ca sĩ, diễn viên, người đạo diễn các buổi biểu diễn (concert director), và tarento người Nhật Bản. Anh được biết đến qua là một thành viên trong nhóm nhạc Arashi với tư cách là một thần tượng, và qua bộ phim truyền hình như Gokusen và Hana yori Dango với tư cách là một diễn viên. Nhờ diễn xuất trong bộ phim truyền hình Hana yori Dango, anh đã thắng giải GQ Nhật Bản vào năm 2008.
Matsumoto bắt đầu sự nghiệp của anh trong ngành giải trí vào năm 1996, khi anh dự tính nộp hồ sơ vào Johnny & Associates và được tuyển trực tiếp bởi cố chủ tịch Johnny Kitagawa. Trước khi anh ra mắt với tư cách là thần tượng trong nhóm nhạc Arashi vào năm 1999, Matsumoto bắt đầu sự nghiệp diễn xuất của anh trong vai diễn Teddy Duchamp cho bộ Stand by Me và từ đó, anh tiếp tục tham gia các dự án diễn xuất, và anh sở hữu một gia tài các vai diễn đa dạng, đa chiều ở cả lĩnh vực phim truyền hình và điện ảnh.

## Tiểu sử
Matsumoto sinh ngày 30 tháng 8 năm 1983 ở Tokyo, Nhật Bản. Anh có một chị gái là fan hâm mộ của nhóm nhạc KinKi Kids. Anh tốt nghiệp từ Horikoshi Gakuen vào tháng 3 năm 2002, là một trường Trung học Cơ sở chuyên đào tạo những tài năng có danh tiếng trong ngành giải trí Nhật.
Do ảnh hưởng từ chị gái, Matsumoto quyết định nộp hồ sơ vào Johnny & Associates vào năm 1996 và được cố chủ tịch Johnny Kitagawa trực tiếp tuyển vào. Với tài năng và sức thu hút như thế, Matsumoto thường được xem như là một tài năng nổi bật, ưu tú của J&A.

## Sự nghiệp âm nhạc
Hầu hết các bài nhạc của Matsumoto đều được soạn bởi đội ngũ soạn nhạc của Arashi, nhưng Matsumoto cũng có góp phần viết lời nhạc cho một số bài solo của anh như: "La Familia" (2004 Arashi! Iza, Now Tour!!), "Naked" (Dream "A" Live), và "Stay Gold" (The Digitalian). Ngoài ra anh cũng giám sát quá trình soạn bài "DRIVE" (Are You Happy?) và cùng với các thành viên trong Arashi soạn lời cho các bài: "Fight Song", "Energy Song - Zekkōchō Chō!!!!", "5×10", và "5×20".
Matsumoto bắt đầu tham gia đóng góp sản xuất các buổi biểu diễn từ đầu năm 2000 trở đi. Dù anh bắt đầu từ và tập trung vào các buổi biểu diễn của Arashi là chính, vào năm 2021, Matsumoto là người đạo diễn chính cho buổi biểu diễn Johnny's Festival Thank you 2021 Hello 2022 cho nhiều nhóm thuộc Johnny & Associates, và anh cũng giúp tư vấn và đưa lời khuyên về phần sản xuất các buổi diễn cho các dàn em của mình như Hey! Say! JUMP vào năm 2014 và King & Prince vào năm 2018. Anh chính thức được ghi nhận là người đạo diễn các buổi biểu diễn trong phần danh đề của Arashi Anniversary Tour 5×20 và Arafes 2020, và trên trang giới thiệu của Johnny's Festival Thank you 2021 Hello 2022.
Là một người sản xuất các buổi biểu diễn, Matsumoto cũng luôn cố gắng đưa những sáng kiến mới trong các buổi biểu diễn. Vào năm 2005, anh cùng với đội ngũ sản xuất đã dựng sân khâu di động (moving stage) thành công. Vào năm 2014 tại chuyến lưu diễn Arashi Live Tour 2014 The Digitalian, sau 3 năm nỗ lực tìm hiểu và thử nghiệm, anh và đội ngũ sản xuất đã thêm chức năng đổi màu qua bluetooth cho các penlight, giúp tạo nên một hiệu ứng độc đáo tại đây và các buổi biểu diễn sau này.

## Sự nghiệp diễn xuất

### Kịch sân khấu
- Stand by Me (1997)
- Eden no Higashi  (2005)
- Byakuya no Onna Kishi (2006)
- Aa, Kōya (2011)

### Phim truyền hình
- Hoken Chōsa-in Shigarami Tarō no Jikenbo (1997)
- Bokura no yûki - Miman toshi (1997)
- Another Heart (1997)
- BOYS BE...Jr (1998)
- Hitsuyō no Nai Hito (1998)
- Nekketsu Ren'ai-dō: (1999)
- Kowai Nichiyōbi: Furugiya (1999)
- V no Arashi (1999)
- Shijō Saiaku no Dēto (2000)
- Mukai Arata no Dobutsu Nikki: Aiken Rosinante no Sainan (2001)
- Kindaichi shônen no jiken bo 3 (2001)
- Gokusen (2002)
- Gokusen Returns: Sōshūhen & Shiwasu no Yankumi SP (2002)
- Yoiko no Mikata (2003)
- Gokusen SP (2003)
- Kimi wa petto (2003)
- Hana yori Dango (2005)
- Propose (2005)
- Yonimo Kimyona Monogatari (2006)
- Hana yori Dango Returns (2007)
- Banbino! (2007)
- Myû no an'yo papa ni ageru (2008)
- Smile (2009)
- Saigo no yakusoku (2010)
- Wagaya no rekishi (2010)
- Kaibutsu-kun (2010)
- Natsu no koi wa nijiiro ni kagayaku (2010)
- Bartender (2011)
- Mou Yuukai Nante Shinai (2012)
- Lucky Seven (2012)
- Lucky Seven SP (2013)
- Hajimari no uta (2013)
- Shitsuren Chocolatier (2014)
- 99.9 ~ Keiji Senmon Bengoshi (99.9: Criminal Lawyer) (2016)
- 99.9 ~ Keiji Senmon Bengoshi – Season II (99.9: Criminal Lawyer– Season II) (2018)
- Hana Nochi Hare~Hanadan Next Season~ (2018)
- Eien no Nishipa (2019)
- Tonari no Chikara (2022)
- Dōsuru Ieyasu (2023)

### Phim
- Shinjuku Boy Detectives (1998)
- Pikanchi Life is Hard Dakedo Happy (2002)
- Pikanchi Life is Hard Dakara Happy (2004)
- Tokyo Tower (2005)
- Kiiroi Namida (2007)
- Boku wa imôto ni koi wo suru (2007)
- Kakushi toride no san akunin (2008)
- Hana yori Dango: Final (2008)
- Hidamari no kanojo (2013)
- Pikanchi Life is Hard Tabun Happy (2014)
- Naratâju (2017)
- 99.9 Criminal Lawyer: The Movie (2021)